# Imóvel da Farmácia Magalhães
O Imóvel da Farmácia Magalhães é um imóvel antigo localizado na cidade do Porto, freguesia de Lordelo do Ouro, na rua de Serralves.
Está referenciada pelo IHRU, sem qualquer classificação ou protecção legal.